# Kalinin (Prókhorovka)
|  | Per a altres significats, vegeu «Kalinin». |

Kalinin - Калинин (rus) - és un poble (un khútor) de l'óblast de Bélgorod, a Rússia. El 2010 tenia 86 habitants. Pertany al districte (raion) de Prókhorovka.